# Чардым (Пензенская область)
Чарды́м — село в Лопатинском районе Пензенской области России. Административный центр Чардымского сельсовета.

## География
Село находится на берегу реки Чардым в 4 км на северо-запад от райцентра села Лопатино.

## История
Образовалось из двух сел: Богоявленского (правый берег Чардыма) и Дмитриевского (левый берег). Богоявленская часть основана как помещичья д. Чардым в начале XVIII века. В 1740 г. в д. Чардым Узинского стана Пензенского уезда, по прошению (1737 г.) помещиков Ивана Аристова, Осипа Жедринского и вдовы Александры Ворыпаевой, построена церковь во имя Богоявления Господня. В 1740 г. в с. Чардым насчитывалось 60 крестьянских дворов, 3 помещиковых и 4 — церковнослужителей (поп, дьякон, дьячок, пономарь). На карте Петровского уезда 1783 г. — с. Богоявленское, Чардым, на левом берегу устья, правый берег — пуст. В 1795 г. в с. Богоявленском, Чердым тож, владение надворного советника Гаврилы Ивановича Аристова с прочими владельцами, 100 дворов, 441 ревизская душа. В 1859 г. в селе имелись винокуренный завод, овчарня, мельница. Овцеводство достигало высокой ступени развития: специальная комиссия во время работы Петропавловской ярмарки в 1858 г. после изучения пригонного скота выдало первую награду — золотую медаль «за мериносовых баранов и маток необыкновенно хорошего достоинства» из имения поручика П. А. Аристова, помещика Петровского уезда. Перед отменой крепостного права показано за помещиками: 1) Надеждой Ник. Аристовой с детьми, у нее в селе Чардыме с деревнями 177 ревизских душ крестьян, 60 р.д. дворовых людей, (число тягол не определено), крестьяне все на барщине, у них 56 дворов на 33 десятинах усадебной земли, 483 дес. пашни, у помещицы с детьми — 1634,3 дес. удобной земли, в том числе леса и кустарника 544 дес. (фактически леса только 25 дес., остальное, 519 дес., — «неудобный кустарник»), сверх того 56 дес. неудобной земли; 2) Петром Алек. Аристовым, у него в с. Чардыме с деревнями 157 ревизских душ крестьян, 83 р.д. дворовых людей, 75 тягол на барщине, 3 тягла на оброке (платили в год по 30 руб. с тягла), у крестьян 54 двора на 48 десятинах усадебной земли, 468 дес. пашни, у помещика 1708 дес. удобной земли, в том числе леса и кустарника 600 дес., сверх того 67 дес. неудобной земли. В 1877 г. в Чардыме-Богоявленском — 127 дворов, церковь. В 1914 г. в селе находились усадьбы помещиков Маковых, Пановой и Малышева, в которых проживало в общей сложности 60 человек. До 1920-х гг. — село Лопатинской волости Петровского уезда Саратовской губернии.
С 1928 года село являлось центром сельсовета Лопатинского района Вольского округа Нижне-Волжского края. С 1935 года в составе Даниловского района Саратовского края (с 1939 года — в составе Пензенской области). В 1955 г. — центральная усадьба колхоза имени Карла Маркса. В 1959 г. — Чардым 1-й и Чардым 2-й примерно равные по численности. В 1980-е гг. — центральная усадьба колхоза имени К. Маркса..
До 2004 года в селе действовала начальная школа.

## Население
| 1795 | 1859 | 1877 | 1914 | 1921  | 1926  | 1939 |
| ---- | ---- | ---- | ---- | ----- | ----- | ---- |
| 882  | ↘543 | ↘470 | ↗872 | ↗1200 | ↗1214 | ↘754 |
| 1959 | 1979 | 1989 | 1996 | 2002  | 2010  |      |
| ↘394 | ↘360 | ↗944 | ↘327 | ↘277  | ↘221  |      |

## Известные уроженцы
- Будищев, Алексей Николаевич — русский писатель-беллетрист и поэт.
- Терёхин, Николай Васильевич — советский лётчик-истребитель, участник Великой Отечественной войны, майор. Один из двух советских лётчиков, трижды совершивших воздушный таран, причём два тарана — в одном бою. Именем Н. В. Терёхина в Чардыме названа улица.
- Калишин, Василий Фёдорович — лейтенант Советской Армии, участник Великой Отечественной войны, Герой Советского Союза (1943).

## Достопримечательности
В селе расположена недействующая Церковь Богоявления Господня (1761).